# Melita Ivković
Melita Ivković (Zadar, 1976.) diplomirala je gitaru na Muzičkoj akademiji Sveučilišta u Zagrebu 1998. godine u klasi prof. Ante Čaglja. Aktivna je kao koncertna umjetnica, producentica i umjetnička voditeljica glazbenih zbivanja, nastavnica gitare, a bavi se i skladanjem, obrađivanjem skladbi za gitaru, pisanjem tekstova o glazbi. Kao koncertna umjetnica i već 30 godina članica Zagrebačkoga gitarističkog kvarteta, održala je oko 500 koncerata u 30 zemalja na četiri kontinenta – u SAD, Kanadi, Rusiji, Kini, Indiji, Južnoafričkoj Republici, Ujedinjenim Arapskim Emiratima, kao i širom Europe: u Londonu, Parizu, Rimu, Barceloni, Dublinu, Stockholmu, Kopenhagenu, Bruxellesu, Pragu, Ljubljani, Sarajevu, Ateni itd.
Godine 2011. s Dinom Bušić osnovala je duo Dina e Mel. Godine 2020. objavile su album Bërbili - Zaboravljene pjesme zadarskih Arbanasa.

## Vanjske poveznice
- Službena stranica